# Buddismo Shingon

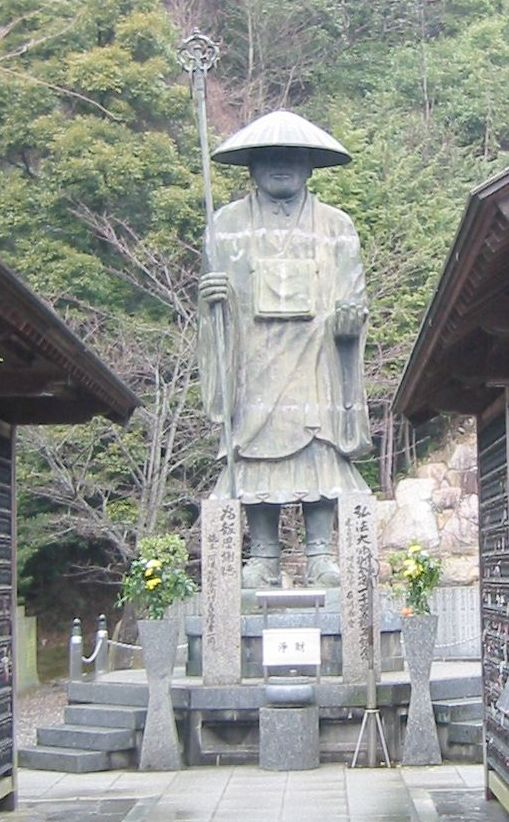
Statua di Kūkai, fondatore della scuola.

Il buddismo Shingon (真言?  in cinese "vera parola", traduzione del sanscrito mantra), altresì noto come Kongōjō (金剛乗? "veicolo di diamante", calco del sanscrito vajrayāna), è l'insieme delle branche giapponesi del buddismo tantrico. Sebbene nei testi di origine indiana il termine conosca anche un utilizzo più generale, oggi in Giappone indica esclusivamente i lignaggi che risalgono a Kūkai, denominati Shingon-shū.
Il termine alternativo kongōjō conosce un uso molto limitato, attestato quasi esclusivamente nei testi antichi, ma è stato recentemente enfatizzato soprattutto da chi ha voluto mettere in luce le analogie con le scuole tantriche del buddismo tibetano. Nonostante queste analogie esistano e siano dovute a comuni origini nell'India medievale, non è possibile utilizzare le stesse categorie per definire le tradizioni tibetane e le tradizioni del Giappone, giunte colà in tempi e modi differenti e organizzatesi nell'ambito del buddismo giapponese.
Alcune correnti Shingon hanno sviluppato inoltre un carattere sincretico originale, come nel caso dello Shugendō, oltre ad avere influenzato profondamente scuole di diversa origine, come quella Tendai. La scuola Shingon è a tutt'oggi una delle maggiori scuole del buddismo giapponese e una delle più longeve.

## Storia
La scuola fu fondata dal monaco giapponese Kūkai, che nell'anno 804, durante il periodo Heian, si recò in Cina dove apprese le pratiche tantriche della scuola Vajrayāna; al suo ritorno portò con sé numerosi testi, deciso a importare la scuola nel suo Paese. Nel tempo elaborò la propria sintesi delle pratiche e delle dottrine esoteriche, basate sul culto del Buddha cosmico Vairocana, che nella scuola è venerato come Mahāvairocana Tathāgata (大日如来?, Dainichi Nyorai). La scuola ebbe un immediato successo, che sarebbe rimasto incontrastato per tutto il periodo Heian, influenzando profondamente tutta la cultura giapponese dell'epoca.
(Caiger Mason, "A History of Japan", pgg. 106-107)
Una leggera decadenza si verificherà nel periodo Kamakura, con la concorrenza delle scuole Nichiren e Zen, oltre che dell'Amidismo; tuttavia, la sua influenza culturale restò forte per tutta la storia giapponese, e ancora oggi conta un considerevole numero di fedeli.
Quando san Francesco Saverio cominciò la sua opera missionaria in Giappone, scelse inizialmente il nome Dainichi per tradurre quello del Dio cristiano, e fu accolto a braccia aperte dalla comunità Shingon; solo in un secondo tempo, dopo aver meglio compreso le sfumature religiose della parola, decise di "giapponesizzare" il latino deus in "Deusu" (デウス?).

## Dottrina

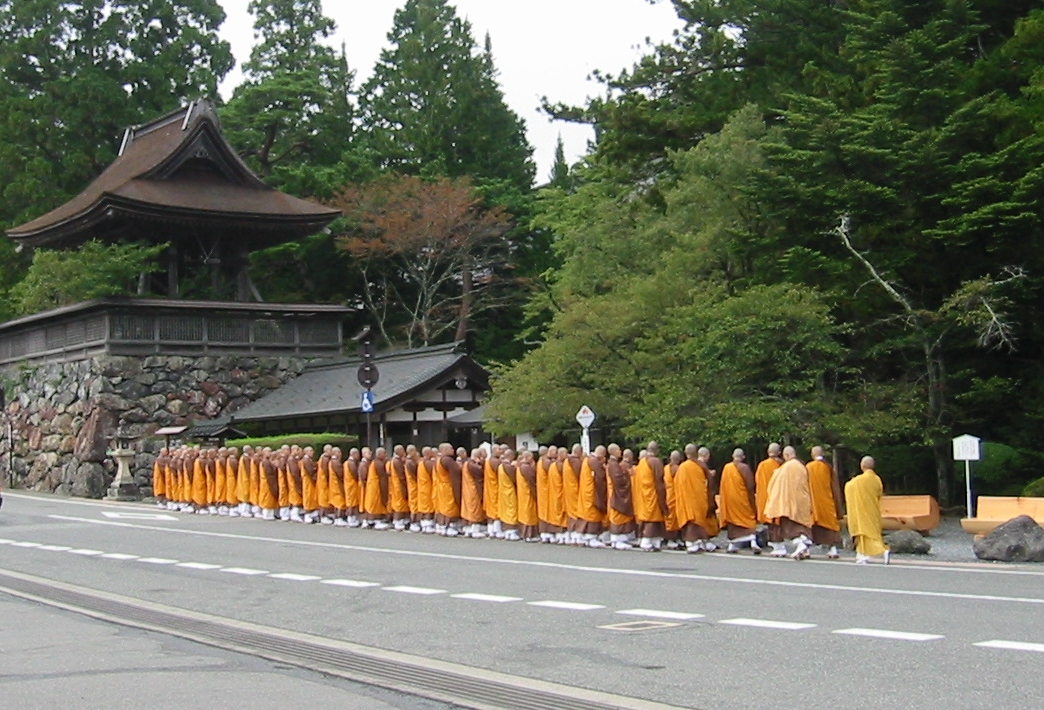
Monaci Shingon in pellegrinaggio sul monte Kōya, Giappone.

La dottrina della scuola Shingon si basa su due testi fondamentali: il Vajrasekhara Sūtra (金剛頂経?, Kongōchō-gyō, "sutra della cima del vajra") e il Mahāvairocanābhisaṃbodhi (大日経?, Dainichi-kyō, "sutra della Bodhi di Mahvairocana").
L'origine di questi testi indiani non è stata ancora chiarita del tutto. Secondo alcuni autori (Hodge, Wayman), il Mahāvairocanābhisaṃbodhi sarebbe stato composto nella prima parte del VII secolo nel Maharashtra o in Orissa, mentre il Vajrasekhara Sūtra potrebbe essersi formato nel sud del subcontinente in epoca leggermente posteriore. Il primo rappresenta il primo testo tantrico indiano sistematico e introduce concetti fondamentali per tutti gli sviluppi posteriori (recitazione, oblazione, mandala, yoga), tuttavia fa parte di una tradizione che suddivide le emanazioni del Buddha in tre famiglie, le trikula, in giapponese sanbu (三部?), e che non sembra essersi sviluppata oltre il IX secolo.
Il secondo testo fa invece parte del grande compendio detto Sarvatathagatatattvasamgraha, una delle opere più importanti nella storia del tantrismo indiano, che continuerà a svilupparsi fino alla fine del primo millennio. I testi di questa tradizione dividono le emanazioni del Buddha in cinque famiglie, le pancakula, gobu (五部?) e sono innumerevoli. Nella scolastica tibetana dgelugspa, questo testo appartiene al gruppo dei cosiddetti yogatantra: tuttavia, nello Shingon sinogiapponese non esiste una gerarchia del genere, e il Vajrasekhara Sūtra è considerato strettamente complementare al Mahāvairocanābhisaṃbodhi.
Oltre ai due testi fondamentali, nelle scuole Shingon si attribuisce massima importanza all'Adhyardhasatika Prajnaparamitasutra (理趣経?, Rishukyō), al Kongōbu Rōkaku Issai Yugayugi kyō (金剛峯楼閣一切瑜伽瑜祇経) e a molti altri compendi indiani quali il Susiddhikara Sadhanopayikapatala (蘇悉地羯羅経?, Soshitsujikara kyō).
Molto importanti sono anche le opere esegetiche e i trattati dello stesso Kūkai.
Il buddismo Vajrayāna poggia le sue fondamenta sui rituali e le pratiche meditative rivolte al raggiungimento dell'Illuminazione; secondo lo Shingon, l'Illuminazione non è una realtà distante, tale da richiedere innumerevoli reincarnazioni, ma un obiettivo raggiungibile nella vita attuale, coltivando il potenziale spirituale (Natura-Buddha) innato in ogni essere vivente. Con l'aiuto di un buon maestro e allenandosi a controllare il corpo, le parole, e la mente, è possibile liberare questo potenziale per il beneficio proprio e altrui. Il "motto" della scuola è perciò «diventare Buddha in questa vita, con questo corpo» (即身成仏義?, sokushin jōbutsu gi)

### Esoterismo contro essoterismo
Kūkai sistematizzò e categorizzò gli insegnamenti tantrici, e scrisse molto sulle differenze tra buddismo esoterico (mantrayāna) ed essoterico (paramitayāna). La sua opera fondamentale su questo tema è il Benkenmitsunikyō-ron (辯顕密二教論) Per sommi capi le differenze che sottolineò sono le seguenti (basate sulla dottrina Trikāya):
1. A differenza degli insegnamenti essoterici predicati dal Buddha Nirmāṇakāya (応身?, Ōshin), cioè  Śākyamuni, o da uno dei Saṃbhogakāya (報身?, Hōshin), gli insegnamenti esoterici sono di pertinenza del Buddha Dharmakāya (法身?, Hosshin) che Kūkai identifica con Mahāvairocana.
2. Secondo il buddismo essoterico lo stato ultimo di "buddhità" (仏果?, bukka) è ineffabile, e nulla se ne può dire; secondo il buddismo esoterico non lo è affatto, e la sua natura è immediatamente comunicata dai rituali esoterici, con l'uso di mantra, mudrā, e maṇḍala.
3. Le dottrine essoteriche sono, secondo Kūkai, mezzi pratici con cui i Buddha cercarono di guidare gli esseri viventi in base alla loro capacità di comprendere la Verità; le dottrine esoteriche, invece, sono la Verità stessa, comunicazione diretta dell'esperienza interiore di illuminazione del Dharmakāya.
4. Diverse scuole essoteriche sostengono che per diventare Buddha occorra una grande dedizione per un considerevole numero di vite; per contro, le dottrine esoteriche permettono a chiunque di raggiungere l'illuminazione durante la propria vita.

### Il mondo come testo
Kūkai sostenne, così come già nella scuola Kegon, che tutti i fenomeni del mondo fossero "simboli" o "lettere" e che quindi il mondo stesso fosse un testo; mantra, mudra e maṇḍala costituiscono il "linguaggio" attraverso il quale la Realtà stessa si esprime. Kūkai, inoltre, è tradizionalmente considerato l'inventore del sillabario giapponese (kana).

### Mahāvairocana

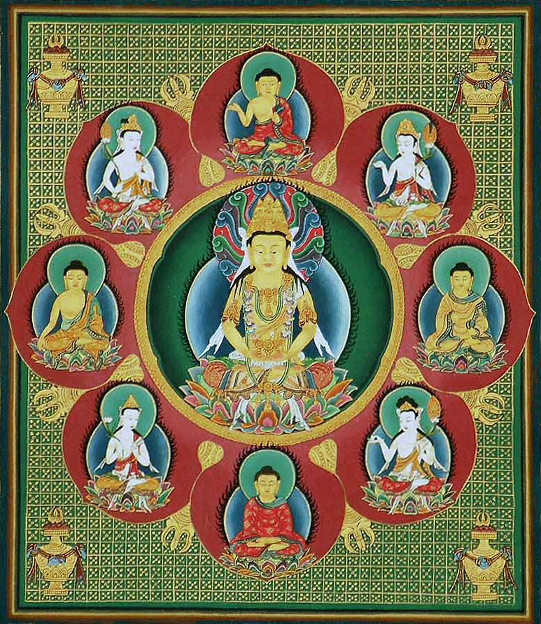
Parte centrale del Garbhadhatu (胎蔵界, taizōkai), rappresentazione metafisica del mondo dei Cinque Re della Saggezza; Vairocana è la figura centrale, circondata da quattro Buddha e quattro Bodhisattva.

Nello Shingon, Mahāvairocana Tathāgata è il Buddha cosmico, fondamento di tutti i fenomeni, presente in ciascuno di essi, e non un'esistenza indipendente o esterna ad essi; l'obiettivo delle pratiche tantriche dello Shingon è la realizzazione dell'identità della propria natura con quella di Mahāvairocana. Per ottenere questo scopo servono iniziazione, meditazione e pratiche rituali esoteriche. La dottrina segreta dello Shingon è trasmessa solo oralmente e ai soli iniziati dai maestri della scuola; al seguente processo di rivelazione della propria natura devono partecipare il corpo con gesti devozionali (mudrā) e strumenti rituali, la parola con formule sacre (mantra), e la mente con la meditazione.
Poiché in giapponese il nome di Mahāvairocana, Dainichi (大日?), significa "grande Sole", il suo culto è rifluito nella tradizione shintoista, che lo identificò con la dea solare Amaterasu.

### Tredici Buddha
La scuola Shingon venera un gruppo di divinità noto come Tredici Buddha (十三仏?, Jūsan Butsu); nel gruppo, in realtà, ci sono solo cinque Buddha o Tathāgata (如来?, nyorai) sette Bodhisattva (菩薩?, bosatsu) e un Re della Saggezza (明王?, Myō-ō). Anche se del gruppo fa parte anche Vairocana, in funzione del suo ruolo di Adi-Buddha tutti gli altri possono essere considerati sue emanazioni; ognuno di essi è simboleggiato da una sillaba "seme" e, nel periodo successivo alla morte di un fedele, se ne invoca uno per ogni celebrazione funebre.
1. Fudō Myō-ō, nel settimo giorno dalla morte
2. Shaka Nyorai, nel quattordicesimo giorno
3. Monju Bosatsu, nel ventunesimo giorno
4. Fugen Bosatsu, nel ventottesimo giorno
5. Jizō Bosatsu, nel trentacinquesimo giorno
6. Miroku Bosatsu, nel quarantaduesimo giorno
7. Yakushi Nyorai, nel quarantanovesimo giorno
8. Kannon Bosatsu, nel centesimo giorno
9. Seishi Bosatsu, nel primo anniversario
10. Amida Nyorai, nel secondo anniversario
11. Ashuku Nyorai, nel sesto anniversario
12. Dainichi Nyorai, nel dodicesimo anniversario
13. Kokuzo Bosatsu, nel trentaduesimo anniversario

## Pratiche

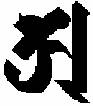
La lettera A nel sillabario siddham.

Una pratica che lo Shingon ha in comune con le scuole tibetane è quella delle "sillabe-seme" o bīja (種子?, shuji), che compongono i mantra. Nella scuola Shingon i mantra sono scritti in un antico sillabario indiano usato per scrivere il sanscrito, il siddham — in giapponese shittan (悉曇?) o bonji (梵字?) — e su questi caratteri, oltre che sul loro suono e significato, il praticante deve meditare, poiché la forma costituisce una forma di concentrazione visuale; di particolare importanza è la meditazione sulla lettera A (阿字觀?, ajikan). Altre forme di visualizzazione sono Gachirinkan (月輪觀? , "visualizzazione della luna piena"), Gojigonjingan (五字嚴身觀? , "visualizzazione dei cinque elementi del corpo") e Gosojojingan (五相成身觀?).
Un'altra pratica tantrica caratteristica del Vajrayāna e molto usata nello Shingon è la rappresentazione antropomorfica o simbolica delle divinità buddiste e dei loro universi nei maṇḍala; si distinguono mahā-mandala (大曼荼羅? , rappresentazioni antropomorfe), dharma-mandala (法曼荼羅? , rappresentazioni di sillabe-seme), samaya-mandala (三昧耶曼荼羅? , rappresentazioni dei voti delle divinità in forma di oggetti o mudra) e karma-mandala (羯磨曼荼羅? , rappresentazioni delle attività delle divinità in forme tridimensionali, ad esempio delle statue).
Oltre a recitare mantra e visualizzare mandala, durante le meditazioni si addestra il corpo a mantenere posizioni simboliche, dette mudrā.

## Denominazioni della scuola Shingon

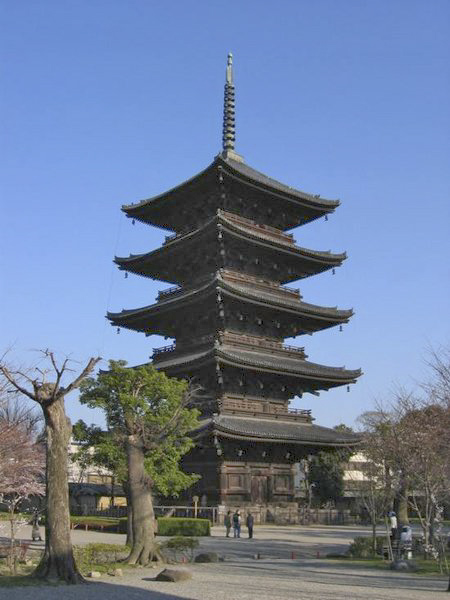
Pagoda del tempio Shingon Tō-ji.

Dopo l'origine della scuola, che ebbe la prima sede nel tempio di Tō-ji a Kyōto, sotto la direzione di Kūkai stesso, si originarono nel tempo diversi rami della scuola, o "denominazioni" (派?, ha), che spesso prendono il nome dai monasteri (寺?, ji) o dai monti (山?, san) in cui hanno sede; ad esempio, la setta Kōya-san prende il nome dal Monte Kōya, su cui si trova il proprio monastero di riferimento, il Kongōbu-ji.